# Кук (гора, Юкон)
Гора Кук (или Пограничный пик 182) — вершина, находящаяся на границе территории Юкон и штата Аляска. Является частью гор Святого Ильи. Он находится примерно в 24 километрах к юго-западу от горы Ванкувер и в 56 километрах к юго-востоку от горы Святого Ильи. Находится на границе двух Национальных парков — Клуэйн и Рангел-Сент-Элайас. Является семнадцатой по высоте горой в Канаде.
Следует отметить, что гора не пользуется особой популярностью из-за своей удалённости, размера, а также плохой погоды, обусловленной близостью к океану. Кроме того, гора Кук не является наивысшей вершиной хребта.

## История
Первое восхождение состоялось в 1953 году. 29 июня группа альпинистов в составе Дика Макгоуэна, Тима Келли, Франца Молинга, Тома Миллера и Дика Лонга высадилась на берегу залива Якутат и начала своё 135-километровое восхождение. 5 июля они разбили лагерь №1. На следующее утро у Дика Лонга появились симптомы аппендицита. Группе пришлось приостановить восхождение и вернуться в базовый лагерь. 11 июля Дика забрали на самолёте, а уже 15 июля группа вернулась в лагерь №1. Спустя некоторое время им удалось подняться на высоту 2590 метров. Вскоре они достигли перевала на высоте 3050 метров, расположенного на северо-восточном хребте и там разбили лагерь №2. Заметив ухудшение погодных условий, альпинисты приняли решение подняться на вершину. Экспедиция была успешно завершена в 16:00 того же дня. 